# Dépollution des sols
 (janvier 2025).
La mise en forme du texte ne suit pas les recommandations de Wikipédia : il faut le « wikifier ».
Les points d'amélioration suivants sont les cas les plus fréquents. Le détail des points à revoir est peut-être précisé sur la page de discussion.
- Les titres sont pré-formatés par le logiciel. Ils ne sont ni en capitales, ni en gras.
- Le texte ne doit pas être écrit en capitales (les noms de famille non plus), ni en gras, ni en italique, ni en « petit »…
- Le gras n'est utilisé que pour surligner le titre de l'article dans l'introduction, une seule fois.
- L'italique est rarement utilisé : mots en langue étrangère, titres d'œuvres, noms de bateaux, etc.
- Les citations ne sont pas en italique mais en corps de texte normal. Elles sont entourées par des guillemets français : « et ».
- Les listes à puces sont à éviter, des paragraphes rédigés étant largement préférés. Les tableaux sont à réserver à la présentation de données structurées (résultats, etc.).
- Les appels de note de bas de page (petits chiffres en exposant, introduits par l'outil «  Source ») sont à placer entre la fin de phrase et le point final[comme ça].
- Les liens internes (vers d'autres articles de Wikipédia) sont à choisir avec parcimonie. Créez des liens vers des articles approfondissant le sujet. Les termes génériques sans rapport avec le sujet sont à éviter, ainsi que les répétitions de liens vers un même terme.
- Les liens externes sont à placer uniquement dans une section « Liens externes », à la fin de l'article. Ces liens sont à choisir avec parcimonie suivant les règles définies. Si un lien sert de source à l'article, son insertion dans le texte est à faire par les notes de bas de page.
- La présentation des références doit suivre les conventions bibliographiques. Il est recommandé d'utiliser les modèles {{Ouvrage}}, {{Chapitre}}, {{Article}}, {{Lien web}} et/ou {{Bibliographie}}. Le mode d'édition visuel peut mettre en forme automatiquement les références.
- Insérer une infobox (cadre d'informations à droite) n'est pas obligatoire pour parachever la mise en page.

Pour une aide détaillée, merci de consulter Aide:Wikification.
Si vous pensez que ces points ont été résolus, vous pouvez retirer ce bandeau et améliorer la mise en forme d'un autre article.

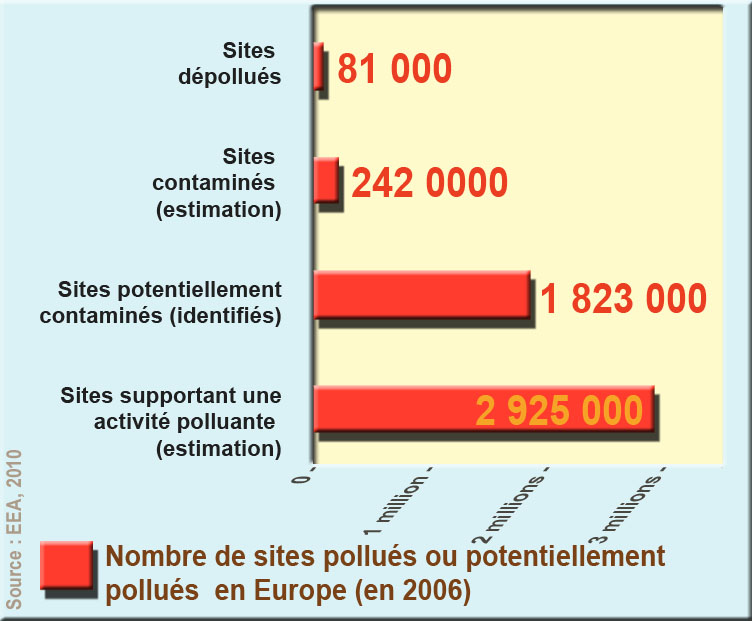
Des sites plus pollués ou suspectés de l'être sont répertoriés dans tous les pays de l'UE, en vue de les dépolluer ou d'éviter de les utiliser pour certaines activités. Ce graphique présente pour l'Europe le nombre de sols dépollués, pollués, probablement pollués ou abritant une activité polluante, et leur statut (état 2006). Par rapport au nombre de ceux qui restent, peu de sites pollués semblent avoir déjà été dépollués.

La dépollution des sols (ou réhabilitation des sols) consiste principalement à rendre le sol et le sous-sol d'une zone apte à un nouvel usage industriel ou un usage résidentiel, voire apte à un retour à la nature ou à un usage agricole, après qu'il a été pollué par une activité ou un accident industriel.
En effet, la présence de polluants dans le sol pose des problèmes de toxicité dès lors que ces polluants peuvent atteindre les eaux de surface ou souterraines, ou encore être absorbés par les écosystèmes (sous l'effet de l'écoulement des eaux, de la manipulation de la terre, de plantations, de l'acidification du milieu…) ; ils menacent ainsi la qualité de l’air et de l’eau et s’introduisent dans la chaîne alimentaire, entrant en contact avec l'homme via son alimentation.
Par ailleurs, même sans danger immédiat pour la santé, on peut vouloir dépolluer un site pour protéger les écosystèmes. Les sols fournissent des services écosystémiques essentiels, notamment la régulation du cycle de l’eau, le stockage de carbone, la fertilité pour l’agriculture, le rafraîchissement des îlots de chaleur et la dépollution naturelle par la dégradation des polluants et la respiration cellulaire. Ils jouent un rôle crucial pour la biodiversité et la résilience des écosystèmes face aux changements climatiques. L’importance des sols repose sur leurs propriétés physiques, chimiques et biologiques, influencées par les pratiques humaines et les conditions environnementales.  
Aussi, la dépollution des sols peut permettre de les valoriser (en zone constructible par exemple) en réduisant le risque qu'ils pourraient faire courir aux futurs utilisateurs.
La prise de conscience des conséquences sanitaires de la pollution localisée des sols intervient au début des années 80. Depuis décembre 1993, à la suite de nombreux autres pays, la France conduit une politique volontariste fondée sur le triptyque « inventorier, investiguer, traiter ».
Les retours d’expérience réguliers permettent une évolution appropriée des outils et des méthodes nécessaires à sa mise en œuvre sur le terrain, gouvernée par quatre principes (précaution, proportionnalité, spécificité, transparence). A ce jour, 55 départements ont achevé leur inventaire répertoriant 130 000 sites potentiellement pollués dont les informations sont disponibles sur Basias ; 3 735 sites recensés dans Basol ont fait ou font l’objet d’une intervention de l’État et des responsables identifiés.
Plusieurs grandes méthodes existent pour extraire tout ou partie des polluants d'un sol, ou pour les y détruire (quand il s'agit de polluants dégradables). Elles dépendent du type de polluant (hydrocarbures, métaux lourds, produits chimiques divers, etc) et de la nature du terrain (perméable ou non, granuleux, présence d'eau, pH, etc).

## Enjeux de la dépollution

### Enjeux environnementaux
La dépollution des sols implique également un aspect environnemental, l’artificialisation des sols ayant un grand impact sur la biodiversité. Ainsi, un Plan de Biodiversité a été mis en place en 2018 avec des lois portant sur le dérèglement climatique et notamment sur les ZAN (zones Zéro Artificialisation Nette). Ces zones ont été mises en place pour protéger des espaces naturels et freiner l’artificialisation des sol, et entrent dans la dynamique de dépollution des sols et de protection des espaces.

### Enjeux sanitaires
Les sols sont en interaction avec de nombreux autres milieux environnementaux tels que l’air ou l’eau. Ainsi, un sol pollué peut aisément sur certains sites être ingéré ou inhalé par la population. La question de la dépollution des sols est alors directement liée à celle du risque pour les usagers des sites pollués. En effet, dans le cas d’aires de jeux, ou de terres agricoles, les polluants peuvent être ingérés par les enfants (un enfant âgé de 2 à 6 ans ingère entre 100 et 200 mg par jour de sol), ou les végétaux destinés à l’alimentation. De même, l’eau des nappes phréatiques en contact direct avec le sol et utilisée pour la consommation ou l’irrigation peut alors devenir un danger sanitaire pour la population.
Dans le cas des microplastiques, une étude de l’ADEME a montré que 75% des sols présenteraient des traces de ces polluants. Or, bien que la nocivité des microplastiques n’ait pas été totalement prouvée, on soupçonne des effets nocifs sur les cellules humaines causant des réactions allergiques ou la mort de ces cellules.

### Autres exemples d'enjeux
- D'empêcher la diffusion d'un polluant dans l'environnement (la bio-immobilisation peut y contribuer) et empêcher une aggravation de la situation par d'éventuelles synergies avec d'autres polluants ou de nouveaux polluants
- De reconstruire la ville sur elle-même ou sur des friches industrielles pour limiter la périurbanisation et l'étalement urbain.
- De restaurer des terres pour les rendre à la nature, l'agriculture ou à la sylviculture.
- D'améliorer le cadre de vie.
- D'adapter l'état d'un site à un nouvel usage (par exemple: transformer une friche industrielle en école, hôpital, zone d'habitations...).

La décontamination des sols implique souvent d'envisager aussi l'épuration des eaux qui y sont stockées ou qui y circulent, que ce soit en surface ou en sous-sol (nappes phréatiques).

## Méthodes de dépollution
Elles peuvent se classer en trois catégories : hors-site, sur-site et in-situ. Les deux premières nécessitent en général l'excavation de la terre à traiter, la dernière se fait sur place en installant sur le site le procédé de dépollution.
Un dernier type d'action existe : le confinement, mais ne constitue pas à proprement parler une action de dépollution. On se contente d'empêcher les polluants de migrer en interposant des barrières étanches (géomembranes, murs de béton, couche d'argile, etc.) entre le milieu pollué et le milieu sain. Cette méthode est utilisée lorsque les autres sont inopérantes, et dans l'attente de trouver une technologie adaptée pour mener à bien un véritable traitement du site.

### Évaluation et analyse de la pollution
Avant la dépollution proprement dite, on étudie généralement la nature et l'origine de la pollution, de manière à mieux cerner les produits mis en cause, l'établissement d'un périmètre d'investigation puis le volume de terre à traiter :
- Historique du site et des activités qu'il a supportées
- Carottages et étude physico-chimique des polluants rencontrés
- Évaluation en laboratoire et éventuellement in situ de différentes méthodes et processus de dépollution
- Bilan et plan de dépollution (généralement fait au regard de l'utilisation et occupation future du site en France)

### Dépollution par remplacement
Historiquement, il s'agit de la première méthode employée : on décape le sol contaminé sur toute l'épaisseur polluée. On remplace la terre enlevée par de la terre saine prélevée ailleurs. Outre les coûts de transport que cela induit, les coûts liés au retraitement ou au stockage de la terre contaminée sont proportionnels au volume déplacé, qui dépend directement de la surface et de la profondeur de la zone polluée. À noter que la terre souillée est considérée comme un déchet industriel à partir du moment où elle est déplacée.

#### Dragage et pompage
Les procédés d'enlèvement peuvent être aussi simples qu'emmener les sols contaminés à une décharge mais peuvent aussi nécessiter l'aération des matières enlevées dans le cas de contaminants organiques volatils. Lorsque la contamination affecte une rivière ou le fond d'une baie, il faut parfois draguer la vase et autres limons argileux.
Les procédés de pompage et traitement consistent en un pompage des nappes phréatiques contaminées à l'aide d'une pompe submersible ou pompe à vide et une purification progressive des eaux extraites au moyen de récipients contenant des matériaux conçus pour adsorber les contaminants des eaux. Pour les sites pollués par du pétrole, ce matériau est généralement du charbon actif sous forme granulaire. Les réactifs chimiques comme les floculants et les sables filtrants peuvent aussi être utilisés pour diminuer la contamination des nappes phréatiques.
Selon la géologie et le type de sol, le pompage et traitement peuvent être une bonne méthode pour diminuer rapidement des concentrations élevées en polluants. Il est toutefois difficile d'atteindre des concentrations suffisamment basses pour remplir les normes de dépollution, en raison de l'équilibre entre les processus d'adsorption et de désorption (saturation résiduelle).

### Dépollution physico-chimique

#### Procédés thermiques
La dégradation par procédés thermique est efficace pour la décontamination des sols polluées spécifique pour une large gamme de produit sauf les métaux car elle détruisent totalement le polluant. Cependant, le coût varie entre modéré et élevé, il s'agit donc d'utiliser des modes opératoires tels que l'incinération et la désorption thermique avec des types d'installations et de chauffage correspondants

##### L'incinération
L'une des méthodes de traitement, consiste à faire une combustion aérobie dans un four dont les températures varie entre (800 et 1 300 °C) ce qui engendre une destruction totale de polluant. Pour les polluants qui ont une très grande concentration, la technique d'incinération transforme les polluants organiques en vapeur d'eau, dioxyde de carbone et en résidu, tout dépendant du pouvoir calorifique et des concentrations initiales du polluant. Néanmoins, les métaux non détruits se retrouvent dans l'effluent gazeux qui peuvent être récupérés spécifiquement pour une valorisation énergétique. De plus, elle permet d'obtenir des rendements d'élimination de 99,99 % pour les hydrocarbures. Cela dépendant des conditions d'exploitation, de la teneur initiale du polluant ainsi que des caractéristiques du sol.

##### Désorption thermique
La désorption thermique est utilisée souvent pour le traitement des substances volatiles tels que les PCB et les HAP. La volatilisation se fait dans un séchoir rotatif la ou la température est entre 250 et 400 °C un flux d'air entraîne ces substances vers une unité de traitement de gaz le temps de séjour dans le séchoir varie entre des dizaines de minutes à des heures et dépend de la nature des contaminants. Ce flux est refroidi ce qui permet d'extraire les particules solides après il va entrer dans un condensateur du coup les sols excavés sont chauffés a des températures entre 90 et 560 °C qui permet la désorption des contaminants et d'extraire les polluants en phase gazeuse qui seront ensuite éliminés par oxydation catalytique les rendements de cette méthode sont de 95 à 99 % d’élimination pour les hydrocarbures et cela dépend aussi des modes opératoire, de la teneur initial du polluant et de la nature des sol (hétérogénéité, structure…).

#### Tri granulométrique
Le tri granulométrique est une technique de séparation des particules de sol en fonction de leur taille, de leur masse volumique, de leur géométrie et de leur surface spécifique, elle permet d'extraire le contaminant et de le rendre dans un volume réduit en sachant que la pollution est localisée en très grande partie dans les particules les plus fines cette séparation se fait en présence ou absence de l'eau sur des sols hétérogènes contenant des : hydrocarbures (SCOV, COV…), pesticides, radionucléides… Le tri est efficace pour séparer les composés récalcitrant qui résiste au traitement conventionnel tels que les HAP, dioxines, furanes. Les éléments utilisés lors d'un tri sont le pré-criblage et le criblage et la séparation magnétique, l'abattement est environ de 95 à 98 % dans des modes opératoires optimales.

##### Dépollution par lavage
Après le tri granulométrique, les particules fines, qui contiennent les contaminants, sont entraîné à l'aide d'agents additifs surfactants et chélatants avec un changement de pH vers une phase liquide. Cette solution polluée est par la suite traitée. Il s'agit donc de faire une dissolution des contaminants dans une solution de lavage. Cette solution est récupérée, traitée et réutilisée dans les circuits de refroidissement par exemple. C'est ainsi que les sols grossières sont réutilisés comme des remblais et les fraction fines sont traitées ou enfouis. Cette méthode s'applique sur des terres hétérogène qui contiennent des métaux, hydrocarbures, HAP, PCB et elle constitue une alternative rentable en point de vue économique vu sa performance de 95 % d'élimination dans des conditions optimales.

#### Défragmentation moléculaire
Plus communément appelée technologie ECOP, il s'agit d'un procédé mécanique basé sur la défragmentation moléculaire qui permet de supprimer les hydrocarbures, et métaux lourds présents dans les boues et sédiments pollués.
Après traitement, du sable est le plus souvent récupéré pouvant être utilisé entre autres dans la conception de béton.
En parallèle, un système d’extraction permet de récupérer et de stocker sous forme gazeuse tous les hydrocarbures, et métaux lourds.
Ce principe est particulièrement adapté pour la dépollution de boue de dragage, la réhabilitation de sites d'enfouissement et de sites industriels.

### Méthode de piégeage de la pollution
Solidification et stabilisation :
C'est une technique de traitement qui précède le confinement susceptible de réduire la mobilité des polluants et séquestrer les contaminants dans une matrice stable et dure et cela en diminuant le contact eau/contaminant toute en modifiant la porosité afin de réduire la perméabilité. Un autre mécanisme entre en jeu : la stabilisation qui permet de transformer le polluant lessivable en un composé non soluble et la mise en contact avec des matériaux par complexation de différents adjuvants. Cependant, les polluants ne sont pas éliminés mais leur impact sur l'environnement est réduit, souvent utilisé sur les contaminants récalcitrants spécialement les métaux lourds (zinc, cuivre, mercure, chrome…). L'efficacité de cette méthode est plus importante dans un traitement ex situ qu'en traitement in situ la concentration des lixiviats peuvent être réduite à 95 % .
L'injection dans le terrain d'un liquide ou d'un gaz sous pression susceptible de dissoudre le ou les polluants peut être utilisée lorsque ces derniers sont connus. On peut alors retraiter sur place, de manière progressive, les terres souillées. Ceci suppose une installation industrielle temporaire de retraitement pour :
- l'extraction de la terre à traiter (optionnel selon les méthodes) ;
- le processus de percolation ou d'injection de gaz ;
- la récupération des lixiviats et leur retraitement ;
- la remise en place de la terre traitée (si elle a été excavée).

#### Extraction par aspiration
Adaptée aux terrains sableux et peu chère, pour les polluants volatils et semi-volatils (hydrocarbures notamment) : le terrain est mis en dépression par une pompe à vide, les vapeurs sont traitées par oxydation catalytique, condensation par réfrigération ou adsorption par du charbon actif. Le traitement est mobile pour parcourir le site.

#### Extraction par injection
Lors de l'application de la méthode dite de venting, on injecte sous pression de l'air, de l'azote ou de la vapeur. Ce traitement est adapté aux terrains perméables à l'air, pour des solvants volatils, comme les solvants chlorés : des puits permettent l'injection et la récupération des vapeurs, retraitées comme lors de l'aspiration. Le sol peut en outre être chauffé (par micro-ondes) pour améliorer l'efficacité de la technique.

#### Traitement par flottation (en anglaisFroth Flotation)
Il s'agit d'une technique physico-chimique qui s'intègre dans un système de « lavage de sol ». Après extraction, la terre est tamisée ; on lui ajoute de l'eau et des agents tensioactifs. Les bulles d'air injectées dans le mélange « transportent » les phases contenant les polluants par affinité hydrophobe. Cette méthode couvre la plupart des polluants à divers degrés. Le procédé peut s'opérer dans des cellules de flottation ou dans des colonnes de flottation.

#### Extraction électrique
Électrocinétique :
Dans la dépollution des sols, l'extraction de certains polluants organiques (HAP / PCB…) ou inorganiques (métaux lourds) peut se faire par une méthode électrique, majoritairement appelée : Électrocinétique ou électro-remédiation (EK : Electrokinetic en anglais). C'est une méthode de dépollution largement répandue dans le domaine du Génie-Civil.
Bien qu'elle soit principalement utilisée pour dépolluer des sols, l'EK peut également s'appliquer aux déchets, aux sédiments et aux eaux souterraines.
L'avantage majeur de cette méthode, est qu'elle est applicable directement in situ. Malheureusement, elle n'est pas encore couramment utilisée à l'échelle du terrain. En effet, en raison de la complexité des phénomènes physico-chimiques qui entrent en jeu, elle est encore beaucoup étudiée dans les laboratoires de recherche.
Principe de fonctionnement :
La décontamination par l’électrocinétique consiste à appliquer, à l’aide d’électrodes, une différence de potentiel électrique à l'intérieur d'une matrice, dans le but d’extraire les métaux lourds ou tous autres polluants en présence.
Généralement deux électrodes sont nécessaires pour réaliser la méthode à l'échelle du laboratoire.
A l’électrode positive appelée anode, se produit une réaction électrochimique importante : c’est l’électrolyse de l’eau.
L’eau y est oxydée (voir équation 1-1), ce qui produit des ions H+ et de l’oxygène gazeux. Les ions H+ sont transportés principalement par migration électrique vers l’électrode négative appelée cathode. Il en résulte la création d’un front acide qui progresse dans le sol de l’anode vers la cathode et qui solubilise les métaux lourds. La solubilisation charge positivement les métaux lourds ou les polluants organiques, cela les fait donc migrer dans le même sens que les ions H+. Cette solubilisation des polluants est importante car elle permet par la suite de les extraire par migration électrique.
En effet, plus de 90 % des métaux lourds sont généralement immobilisés dans le sol sous une forme dans laquelle ils ne peuvent être extraits par le champ électrique, la solubilisation est donc nécessaire pour permettre leur extraction.
A la cathode, une autre réaction d’électrolyse de l’eau se produit, mais la réaction créée est une réaction de réduction de l’eau (voir équation 1-2), qui crée des ions OH− et de l’hydrogène gazeux.
Les ions OH−, malgré le mouvement des ions H+, migrent vers le pôle positif. Lorsque les métaux lourds, solubilisés par le front acide des ions H+, entrent en contact avec les ions hydroxydes OH−, ils sont immobilisés de nouveau dans le sol par précipitation. Toutefois, un contrôle du pH par l'ajout d’acide, au niveau de la cathode, peut neutraliser les ions OH− et améliorer l'électromigration des métaux lourds dans le sol.
De plus, les ions H+ et OH− réagissent ensemble pour former de l’eau qui neutralise l’avancée du front acide et du front basique. Afin donc de s’assurer de la bonne extraction des métaux lourds, la constitution des solutions en contact avec les électrodes doit être contrôlée régulièrement.
Équation 1‑1 :
Réaction d’Oxydation à l’anode : 2 H2O  {\displaystyle \rightleftharpoons }  O2 (gaz) + 4 H+ + 4 e−
Équation 1‑2 :
Réaction de Réduction à la cathode : 2 H2O + 2 e−  {\displaystyle \rightleftharpoons }  2 OH− + H2 (gaz)
La récupération des polluants se fait par généralement par pompage.
Les mécanismes mis en avant dans le processus d’EK sont :
- Les mécanismes de transport (dont les deux principaux sont : l’électro-osmose et l'électromigration)
- La dissolution
- La précipitation
- La sorption

#### Extraction par chauffage -désorption thermique
De nombreux polluants peuvent ainsi être traités, mais pas les métaux lourds (sauf pour le mercure, si l'on est en mesure de bien le recondenser). Les hydrocarbures, les HAP, les cyanures, les résidus d'explosif, les PCB, les pesticides, etc. peuvent être extraits en tout ou partie d'un sol par chauffage ; c'est une des techniques de traitement les plus appliquées. Le sol est chauffé à des températures variant de 80 °C à 450 °C dans un environnement très pauvre en oxygène, pour évaporer les polluants. Une fois en phase vapeur, ils sont soit oxydés ou dégradés (parfois transformés en CO2 et en eau), soit acheminés vers une unité ad hoc de traitement de l'air et des vapeurs. La terre refroidie (à l'eau si nécessaire) peut souvent être réutilisée sans limitation environnementale. Cette technique s'applique après excavation (désorption thermique mobile ou en centres fixes), ou in situ (sans excavation) au moyen de tubes chauffés électriquement ou munis de brûleurs individuels. Le bilan coût-avantages du traitement in situ est souvent largement meilleur que les techniques d'excavation en raison de la faible consommation énergétique (environ 30 % de moins que l'extraction vapeur à froid avec brûleurs individuels) et du résultat garanti en un temps très court (de l'ordre de quelques semaines).
L'extraction par vapeur et oxydoréduction ou incinération peuvent aussi être des techniques de dépollution efficaces. Cette approche est un peu controversée à cause des risques de relâcher dans l'atmosphère la dioxine contenue dans les gaz d'échappement. Sous contrôle, l'incinération à haute température avec filtrage des gaz d'échappement ne présente pourtant pas de risques. Deux techniques différentes peuvent être employées pour oxyder les contaminants contenus dans la vapeur extraite :
- l'oxydation thermique qui utilise un système fonctionnant comme un fourneau et maintenant des températures de 730 à 815 °C ;
- l'oxydation catalytique qui utilise un catalyseur pour faciliter une oxydation à des températures plus faibles. Le système maintient habituellement des températures comprises entre 315 °C et 430 °C.

L'oxydation thermique fonctionne mieux avec des vapeurs ayant besoin de moins de gaz naturel que l'oxydation catalytique.
Pour des concentrations plus faibles, les vapeurs extraites peuvent aussi être traitées en les faisant passer au travers d'une série de récipients pour flux gazeux. Ces récipients contiennent des matériaux conçus pour adsorber les contaminants des vapeurs. L'absorbant est généralement du charbon actif sous forme granulaire.

#### Lavage du sol
Différentes variantes existent : le lavage peut être fait à haute pression, à pression normale, sur site ou hors site.
L'objectif est de séparer les particules les plus fines dans lesquelles sont principalement concentrés les polluants (lavage haute pression à l'eau), ou de capturer ces polluants dans une solution liquide (eau, acide). Dans le premier cas, la terre doit être excavée, les déchets récupérés seront stockés sous forme de galettes ; dans le deuxième cas, le traitement peut s'effectuer sans extraction si le terrain est perméable. Par exemple, la plupart des métaux lourds (cuivre, zinc, arsenic, cadmium, plomb) peuvent être extraits en utilisant une solution d'acide qu'il faut ensuite neutraliser (pour précipiter une partie des composés) puis décanter, filtrer et centrifuger, afin de séparer les éléments restants.
Le lavage in-situ à haute pression reste cependant limité dans son application à des zones de faible taille, la pression de l'eau diminuant rapidement avec la distance à la buse d'injection.
Des techniques utilisant d'autres solvants existent (alcanes, alcools ou cétones pour dissoudre la plupart des polluants organiques et toxiques). Elles sont peu chères et se basent sur l'injection du solvant, suivi de son extraction par une des techniques décrites plus haut.

#### Traitement chimiquein situ
Les techniques d'oxydation in situ sont devenues populaires pour traiter de nombreuses contaminations des sols et des nappes phréatiques. La dépollution par oxydation consiste en l'injection d'oxydants puissants tels le peroxyde d'hydrogène, l'ozone, le permanganate de potassium ou les persulfates,. L'oxygène ou l'air ambiant peuvent aussi être injectés pour une approche plus modérée. Un désavantage de cette approche est la possibilité que la destruction du contaminant soit moins rapide en raison d'une atténuation naturelle, si les bactéries qui vivent normalement dans le sol préfèrent un environnement faible en oxygène. L'injection de gaz dans les eaux souterraines peut aussi accélérer la contamination selon l'hydrogéologie du site.
À partir des années 1990, les techniques de réduction in situ ont été développées avec l'utilisation de particules de fer zéro-valent dans des barrières perméables réactives pour le traitement des panaches de pollution,. De nombreux développements ont été effectués afin d'utiliser la technologie pour le traitement des sources de pollution, notamment avec l'utilisation de particules de petite taille (microparticules, nanoparticules) - stabilisées ou non par un polyélectrolyte - ou l'utilisation de particules polymétalliques,,,.

### Dépollution biologique
Ces modes de dépollution, basés sur la capacité de certains organismes à filtrer, dégrader ou bioaccumuler les éléments toxiques dans leur organisme voire à s'en servir comme aliment, se développent depuis les années 1990. Ils semblent pouvoir résoudre une partie des problèmes de coût soulevés par les approches classiques et peuvent être utilisés in situ (biodégradation, bio-immobilisation, biolixiviation) ou ex-situ (en bioréacteur)
Cependant, d'autres problèmes se posent, notamment en ce qui concerne le risque de prolifération d'organismes extrêmophiles : les bactéries les plus résistantes aux polluants sont souvent également plus résistantes aux antibiotiques, et peuvent parfois transmettre leurs gènes de résistance à d'autres bactéries, et leurs conditions de prolifération sont souvent spécifiques.
De plus, alors que les tests en laboratoire sont généralement concluants, la mise en œuvre sur le terrain peut s'avérer décevante, par exemple si les concentrations en polluants sont trop importantes localement, ou si la nature même du terrain comporte des aléas compromettant la croissance et diffusion de ces organismes.
Le traitement des problèmes écologiques par des moyens biologiques porte le nom de bioremédiation et, dans le cas spécifique d'utilisation de plantes, phytorestauration. En bioremédiation, les bactéries naturelles ajoutées (allochtones) sont utilisées pour consommer les contaminants des eaux ou sols contaminés. En effet le traitement par bio-augmentation est un procédé utilisé à l'heure actuelle pour des nappes, on envoie des « cocktails bactériens » (comme usité dans le jargon) dans les nappes souterraines afin d'essayer d'éradiquer la pollution, mais elle est rarement détruite dans sa globalité. Pour remédier à ce problème on utilise la bio-stimulation, qui est un apport simple de nutriments essentiels à la bactérie afin qu'elle s'intéresse au seul problème de la décontamination de la nappe sans se soucier de trouver de la nourriture. Il est à noter que si la bactérie perd du temps à chercher de la nourriture, sa population ne croit pas de manière favorable permettant ainsi une dépollution rapide.
La biorémédiation peut également se faire dans des sols contaminés par des hydrocarbures aromatiques polycycliques (HAP et PAH en anglais) par exemple, ces sols sont alors parfois excavés et transportés dans un autre lieu (où de la place sera disponible pour au moins 18 mois) et mis sous forme de biotertre (en anglais : biopile).

#### La bio-stimulation
Cette technique permet à une population bactérienne de croître de la meilleure façon possible lui permettant ainsi d'être efficace dans le travail où des chercheurs ou ingénieurs l'emploient. Les performances génétiques naturelles de la bactérie sont ses seules possibilités pour trôner en tête des bactéries usitées pour une technique précise de dépollution, concernant un type de polluant précis. Chaque bactérie a un génome lui permettant de dégrader tel ou tel polluant. La souche 195 de Dehalococcoides éthenogenes déchlore de façon réductive le perchloroéthylène (PCE) et le trichloroéthène (TCE) en chlorure de vinyle (VC) (ce qui est néfaste pour l'environnement) et en éthène en utilisant l'hydrogène comme donneur d'électrons. C'est le premier micro-organisme découvert qui en soit capable. Dépourvue de peptidoglycane, cette bactérie est affiliée aux bactéries vertes non utilisatrices du soufre ou Chloroflexi.

#### La bio-augmentation
La bio-augmentation est le fait d'augmenter de façon réelle et très importante la population bactérienne dans une technique de bio-dépollution. L'apport peut être fait avec des bactéries autochtones ou allochtones, mais il n'y a pas d'OGM à l'heure actuelle de par le monde et nos connaissances dans ce milieu[pas clair]. La bio-augmentation est très utile pour redynamiser une pollution par exemple. Le cocktail bactérien peut être ajouté au début ou pendant l'utilisation du procédé, cela n'a pas d'importance, plus il y a de bactéries et de nourriture disponibles, plus (en théorie) il y aura de dépollution cible.

#### Utilisation de bactéries
Certaines bactéries ont le pouvoir de dégrader des molécules complexes et d'en tirer ainsi l'énergie dont elles ont besoin pour vivre.
On les a utilisées pendant des années pour traiter des sols pollués par des solvants chlorés. Mais on s'est ensuite aperçu que cette technique de traitement microbiologique par dégradation biologique de certains polluants in situ (éventuellement encouragée par la maîtrise de paramètres comme l'oxygénation, le degré d'hygrométrie, la température) peut générer des produits de dégradation (métabolites) plus toxiques et/ou plus mobiles que les produits initiaux. Ces métabolites ne sont pas les mêmes selon que les conditions de l'activité microbienne sont aérobies ou anaérobies. Afin de contrôler la production des métabolites les plus dangereux, on peut passer de l'un à l'autre des modes de biodégradation lorsque c'est opportun.
Actuellement, des recherches sont menées sur la sélection d'espèces adaptées à la dégradation de chaque type de polluants. Ces recherches sont menées conjointement par des laboratoires de recherche et par des éco-industriels. Elles commencent à porter leurs fruits pour certains types d'hydrocarbures aromatiques polycycliques (comportant plus de trois noyaux benzéniques), avec l'utilisation de certaines souches de champignons ayant la particularité d'attaquer les polluants par des enzymes extracellulaires..
On cherche également à identifier des souches bactériennes capables de dégrader des composés de type pyrène, à partir d'espèces présentes dans des milieux hyper-salés, par analyse de leurs séquences génétiques.
Exemples de correspondances entre polluants et bactéries dépolluantes
(Source : Biodépol'99) :
- Nitrates : Comamonas, Hyphomicrobium
- Phosphates : Acinetobacter, Moraxella
- Pesticides : Enterobacter
- Dioxines : Brevibacterium
- Cyanures : Thiobacillus, Rhizoctonia
- Composés soufrés : Thiobacillus
- caoutchoucs : Sulfolobus, Rhodococcus, Thiobacillus
- Huiles, graisses : Pseudomonas, Xanthomonas, Bacillus
- Hydrocarbures : Acinetobacter, Flavobacterium, Bacillus, Pseudomonas, Achromobacter, Arthrobacter
- Métaux lourds : Saccharomyces, Rhizopus, Chlorella, Thiobacillus, Zoogloea

La méthode de dépollution par biostimulation in-situ dégrade, ou du moins, immobilise les polluants dans un sol ou un aquifère. La technique est fondée sur la création d’une zone au sein de laquelle les conditions sont modifiées biochimiquement. Le but est d’optimiser les réactions naturelles (oxydation et réduction) amenant à la biodégradation de composés cibles, c'est-à-dire les polluants. Les principaux acteurs de ces réactions dépolluantes sont les micro-organismes présents dans le sol, et plus particulièrement leur métabolisme régi par des réactions d’oxydoréductions. Les micro-organismes ont besoin de donneurs d'électrons à oxyder, afin de réduire les accepteurs d’électrons. Dans le milieu naturel, les polluants peuvent jouer le rôle de donneurs et/ou d’accepteurs d’électrons. Selon le composé à dégrader, la bio-stimulation est de type aérobie (milieu oxygéné) ou anaérobie (milieu peu à pas oxygéné).

##### Biostimulation aérobie
Pour des polluants type BTEX et hydrocarbures.
Il s’agit d’une oxydation des polluants où les micro-organismes utilisent l’oxygène en tant qu’accepteur d’électrons et le polluant en tant que donneur d’électrons.
Or, dans le substrat ou les aquifères, la concentration en oxygène dissous est faible et limite donc la réalisation de réactions.
En augmentant la concentration en O2 dissous, l’activité des micro-organismes est stimulée pour générer la réaction d’oxydation du polluant.

##### Biostimulation anaérobie
Pour des polluants type hydrocarbures, composés organiques biodégradables (phénols, acétone, BTEX), solvants chlorés, métaux.
Le but est dans ce cas de réduire les polluants. Ces derniers utilisent comme accepteurs d’électrons, l'oxygène dissous et les nitrates en premier lieu. Si ces éléments viennent à manquer, les micro-organismes utilisent alors certains polluants.
Pour stimuler la consommation des polluants, et donc leur dégradation, il faut ici appauvrir le sol en oxygène dissous et en nitrates en augmentant les donneurs d’électrons par ajouts de glucides par exemple.
Le milieu devient réducteur anaérobique, propice à la réduction des polluants spécifiques.
Le bioventing et le biosparging sont les techniques les plus communes utilisées pour ajouter l'oxygène dans le sol et les aquifères.
Ces méthodes permettent de conserver une activité en surface du site pollué et réduisent le coût de la dépollution car il n'y a pas d'excavation et donc de transport du matériau. En revanche, le temps d'application peut durer jusqu'à plusieurs années et le rendement se révèle parfois faible.

##### La bio-immobilisation
La bio-immobilisation d'une bactérie pour un polluant environnemental. La bactérie va oxyder de manière spécifique des métaux lourds ou radionucléides. Elle les fera passer de leur état de valence toxique pour l'environnement, à un état de valence moins toxique, elles vont ainsi faire passer par exemple le chrome hexavalent Cr(VI) très toxique au Cr(III) par l'intermédiaire d'une réduction indirecte de la bactérie par le Fe(III) → Fe(II).

#### Utilisation de plantes
De nombreuses plantes sont capables de fixer dans leurs cellules les métaux lourds, radionucléides, composés organiques polluants et autres produits indésirables ; certaines plantes produisent des enzymes qui dégradent ces polluants en des produits moins toxiques ou non toxiques. Elles peuvent également être accompagnées d'une mycorrhizosphère se chargeant du travail de fixation et/ou de transformation, dont l'étude visant aux applications à l'échelle industrielle est en plein essor. Ces propriétés en ont fait des candidates d'avenir à la dépollution des sols. Les plantes sont aussi sélectionnées selon leur taille et leur aptitude à faire plonger leurs racines profondément dans le sol, de manière à atteindre les couches polluées profondes (quelques mètres), et selon le type de polluant qu'elles sont capables d'emprisonner ainsi.
En pratique, on peut aussi excaver la terre et l'épandre sur une membrane imperméable sous serre, de manière à isoler la matière polluante et contrôler précisément les paramètres influant sur la croissance des plantes sélectionnées. Cela retire toutefois un des bénéfices majeurs de la phytoremédiation, à savoir son coût d'opération peu élevé.
L'un des avantages de la phytoremédiation est la possible revalorisation des polluants recyclables, aussi appelé phytominage. Ainsi, les plantes dites « hyperaccumulatrices », qui stockent le polluant dans leurs tiges et leurs feuilles peuvent être récoltées puis incinérées en vue de récupérer les métaux parmi les cendres et les réutiliser en métallurgie.

##### La phyto-restauration
Le fait de remettre en place un sol déstructuré, la flore va au fil du temps le restructurer.

##### La phyto-stabilisation
La plante va stabiliser par l'intermédiaire de ces symbiotes bactériens et mycorhiziens les polluants du sol environnant cette plante. Lorsque ce sont les bactéries qui stabilisent les polluants on parle de bio-immobilisation, qui est le fait de rendre moins toxique un polluant contenu dans le sol, ou de l'eau.

##### La phyto-accumulation
C'est une technique qui permet d'accumuler dans des organes des plantes, tiges, racines, feuilles, des concentrations de polluants du sol ou d'une eau dans des proportions importantes. Le rapport de la concentration de polluants contenus dans la plante sur les polluants du sol peut aller jusqu'à plusieurs milliers de fois. Les plantes comme la bambou, l'herbe à éléphant (miscanthus), peuvent accumuler dans leurs parties aériennes des polluants tels que les métaux des sols lourds ou non, Cr, Cu, Fe, Mn, Hg, ou des sels (marins par exemple). Dans les zones/régions où le froid sévit (neige plus glace) une partie de l'année, des régions montagneuses notamment, voient fleurir sur le bord des routes des plantes résistantes au sel que les agents de la DDE déversent, ceci est un exemple parmi tant d'autres.

##### La bio-épuration
La bio-épuration de gaz tels mercaptans et H2S implique la mise en relation biomasse/substrat ; on peut réaliser ce contact de plusieurs manières qui conduiront soit à un bio-lavage soit à une bio-filtration.
Dans le cas du bio-lavage, les composés sont extraits avec de l'eau qui les transporte jusqu'aux micro-organismes épurateurs. Les micro-organismes peuvent aussi être présents dans l'eau de lavage.
Dans le cas de la bio-filtration, les micro-organismes sont présents sur le matériau qui est traversé par le gaz a épurer.
Dans ces procédés, l'épuration conduit à des coproduits de métabolisation voire à une production de biomasse.
Les installations de bio-épuration occupent une place au sol considérable sur le site d'utilisation et il faut souligner une maintenance complexe.
Il faut rappeler la méthode de « masquage des odeurs » qui est une méthode ancienne et inefficace à quelque distance du lieu d'émission.
Une autre méthode consiste en une complexation de dérivés soufrés par des composés aminés notamment des amino-alcools mais nécessite par la suite la relibération des dérivés soufrés piégés.

## Résultats de la dépollution
Aucune des méthodes présentées ci-dessus ne permet de dépolluer complètement les sols contaminés par des années de rejets industriels non maîtrisés. En pratique, et pour obtenir de meilleurs résultats, on combine généralement plusieurs méthodes de façon à optimiser l'élimination des polluants. Les résultats atteignent ainsi un niveau acceptable au vu des normes de concentration maximale admises pour les polluants les plus toxiques et en fonction du nouvel usage envisagé pour le site.
Les terrains, une fois traités, peuvent alors être rendus à un usage non industriel, qui sera fonction du degré de dépollution atteint. Il n'est plus recherché un retour à l'état du sol antérieur à la pollution (dépollution totale) en raison du coût excessif de l'opération. L'objectif est donc fixé en fonction du nouvel usage envisagé sur le site..

## Dispositions réglementaires quant à la dépollution des sols

### Au niveau Européen
- L'Europe prépare en 2007 (depuis 2002) une directive cadre pour la protection des sols.
- Un Arrêt de la CJCE Van de Walle devrait faire jurisprudence. Directive du 21 avril 2004 relative à la responsabilité civile environnementale.
- La directive 2008/98/CE, du 19 novembre 2008 relative aux déchets, remet en cause les dispositions antérieures, elle précise notamment les exclusions du champ d'application en son article 2.

### EnFrance
Seules les installations classées pour la protection de l'environnement sont soumises à réglementation concernant les sites et sols pollués.
- Le décret no 77.1133 du 21 septembre 1977 modifié pris pour l'application de la loi no 76.663 du 19 juillet 1976 relative aux installations classées pour la protection de l'environnement (codifiée au titre 1er du livre V du code de l'environnement).

Dans la circulaire du 8 février 2007 relative aux installations classées et à la prévention des risques de la pollution des sols - gestion des sols pollués faisant référence aux modalités de gestion et de réaménagement des sites pollués Nelly Olin, alors ministre de l'environnement, liste les textes maintenus et abrogés.
Sont maintenues :
- La circulaire DPPR/SEI/BPSE/DE no 99-408 du 9 juin 1999 relative aux inventaires historiques des sites industriels anciens
- La circulaire du 1er mars 2005 relative à l’inspection des installations classées - sites et sols pollués. Conséquences de l’arrêt de la Cour de Justice des Communautés Européennes dit « Van de Walle »
- La circulaire n° BPSPR/2005-305/TJ du 18 octobre 2005 relative à la mise en œuvre des nouvelles dispositions introduites dans le décret no 77-1133 du 21 septembre 1977 concernant la cessation d’activité des installations classées – choix des usages
- La circulaire n° BPSPR/2005-400/DG du 14 décembre 2005 relative aux Installations Classées - stations service autoroutières - approche méthodologique harmonisée

Sont maintenues dans la mesure où elles ne sont pas contradictoires :
- La circulaire du 5 octobre 2005 relatives à l'inspection classées - surveillance des eaux souterraines.
- La circulaire du 17 janvier 2005 relatives à l'inspection classées - surveillance des eaux souterraines.
- La circulaire n° DPPR/SEI 03-327 du 30 juillet 2003 relative au tableau de bord de l'action des pouvoirs publics en matière de sites et sols pollués. Résultats de la surveillance des eaux souterraines.

La nouvelle stratégie nationale Sites et sols pollués (8 février 2007) : Après 13 ans d’application d'une politique site et sols polluées ayant associé fortement les DRIREs, le BRGM et l'Ademe, l'état via le Ministère de l'Écologie, du Développement et de l'Aménagement durables donne des responsabilités et obligations nouvelles aux collectivités locales (communes et EPCI), notamment si elles sont vendeur/acquéreur ou aménageur de terrains pollués ou potentiellement pollués. L’ESR (évaluation simplifiée des risques) est supprimée, les Valeurs de constat d'Impact (VCI) et Valeurs de définition de source sol (VDSS) sont supprimées et il y a redistribution des diagnostics initiaux et approfondis (DI/DA).
Selon les estimations officielles, la France compte plus de 250000 sites potentiellement pollués.

### Au niveau international
- évaluation des risques issus des sites pollués : règlementations et pratiques de 16 pays européens, BRGM, ed. avril 2005, données 2004
- Aux États-Unis (US-EPA)

## Économie de la dépollution
Les contraintes de réutilisation de sites pollués deviennent un des moteurs du besoin de dépollution ; d'autre part, les contraintes réglementaires rendent obligatoire la dépollution en fin d'occupation de site. Ces facteurs ont conduit à la création d'un véritable marché de la dépollution, avec la création de sociétés spécialisées dans cette activité, que ce soit pour la détection et l'analyse des pollutions des sols ou pour la dépollution elle-même. Certaines entreprises dont les activités sont par nature polluantes se sont adaptées et ont monté des filiales ad hoc.

### Vidéographie
- Lille Métropole Communauté urbaine (2013) Dépollution des sols de friches industrielles, vidéo pédagogique (animation), en ligne 2013-01-31